# 衡平仲裁
衡平仲裁概念來自參考1985年聯合國國際貿易法委員會《國際商務仲裁模範法》相關規定。該法規定：「僅於當事人有明示合意授權的情況下，仲裁庭始得依衡平原則或以衡平仲裁人的地位作成仲裁判斷」
衡平仲裁又分「抽象衡平」及「具體衡平」二種，兩者差異在於概念於實踐個別，也就是不盡然依照法律的一種仲裁類型。衡平仲裁在某些爭議案件常常用來當成仲裁判斷標準，不過，該仲裁類型仍需客觀且透明化。